# Exposition Universelle (1878)
 For alternative betydninger, se Exposition Universelle. (Se også artikler, som begynder med Exposition Universelle)
Exposition Universelle var den tredje officielle verdensudstilling, der blev afholdt i Paris. Den blev afholdt fra 1. maj til 10. november 1878. Udstillingen fejrede Frankrigs succesfulde genopbygning, efter nederlaget i Den fransk-preussiske krig i 1870. Bygningerne på udstillingsområderne stod ufærdige på åbningsdagen, da den franske regering, på grund af politiske problemer, ikke havde haft meget tid til udstillingen, før 6 måneder før åbningen. Store kræfter blev lagt i arbejdet, og 1. juni, var udstillingsbygningerne endelig færdigbygget. 
Udstillingen var meget større end nogen anden udstilling tidligere afholdt. Den dækkede et areal på 267.000 kvadratmeter, og hovedbygningen på Champ-de-Mars dækkede et areal på 219.000 kvadratmeter. De franske udstillere tog halvdelen af udstillingspladsen, mens resten var delt mellem de resterende deltagerlande. Tyskland var den eneste store nation, der ikke deltog i udstillingen. 
Godt 13 millioner gæster besøgte udstillingen, hvilket gjorde den til en finansiel succes. 